# NGC 5050
NGC 5050 (również PGC 46138 lub UGC 8329) – galaktyka spiralna (S0-a), znajdująca się w gwiazdozbiorze Panny. Odkrył ją Albert Marth 30 kwietnia 1864 roku.